# Pfarrkirche Reidling

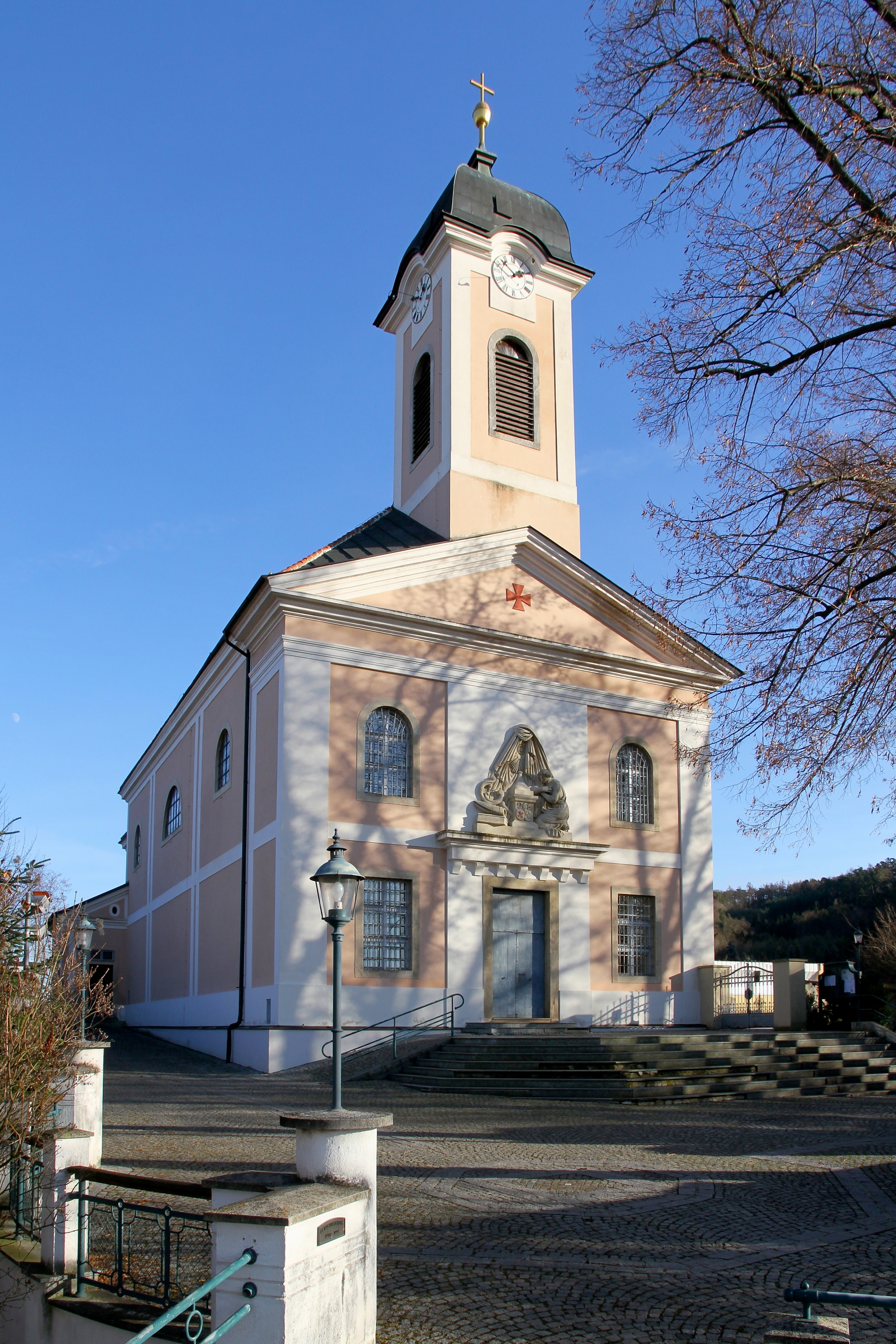
Pfarrkirche hl. Jakobus

Die Pfarrkirche hl. Jakobus der Ältere ist eine römisch-katholische Kirche in der niederösterreichischen Gemeinde Sitzenberg-Reidling und wurde Anfang des 19. Jahrhunderts errichtet.
Sie befindet sich im Südosten des Ortes auf einer Terrainstufe. Südlich schließt der Friedhof an und nördlich, am Fuß des Kirchenhügels, befindet sich der barocke Pfarrhof, der 1785 errichtet wurde.

## Pfarrgeschichte
Die Herrschaftsbesitzerin Mathilde von Reidling und ihr Sohn stifteten um 1200 ein Benefizium, wobei die Pfarrrechte das Augustiner-Chorherrenstift Herzogenburg innehatte. Vermutlich wurde Reidling 1343 eine eigenständige Pfarre. 1387 ist sie urkundlich als Pfarre nachgewiesen.

## Pfarrkirche
Die Pfarrkirche wurde von 1802 bis 1806 nach Plänen des Wiener Hofarchitekten Johann Nepomuk Amann errichtet, der als einer der Hauptvertreter der nüchternen klassizistischen Architektur des ersten Viertels des 19. Jahrhunderts in Österreich gilt. Das Baumaterial dazu stammte zum Großteil aus dem ehemaligen Schloss Hasendorf.

### Beschreibung
Der bemerkenswerte streng klassizistisch konzipierte Bau ist in Ostwestachse ausgerichtet und hat eine einheitliche Fassade mit flächiger Putzbandgliederung und hoch eingelassenen Rundbogenfenstern. Der eingezogene Chor mit 5/8-Schluss und Rundbogenfenstern befindet sich im Osten. Die Westfassade mit eingestelltem Turm, Dreiecksgiebel und Hauptportal ist zweigeschoßig und dreizonig aufgegliedert. Über dem Portal befinden sich das Herzogenburger Stiftswappen und ein Steinrelief mit dem Thema „Anbetung des Allerheiligsten Altarsakramentes“.
Das Langhaus ist dreijochig, wobei das mittlere einen quadratischen Grundriss aufweist und dessen Deckenfresko ein Werk des Maulbertsch-Schülers Anton Spreng ist.
Die Einrichtung ist einheitlich klassizistisch. Der Hochaltar mit einem Doppelsäulenretabel (datiert 1812) ist aus Salzburger Marmor gefertigt. Das Altarbild, flankiert von den Statuen hll. Petrus und Paulus, stellt die Predigt des hl. Jakobus dar und wurde von dem Kremser-Schmidt-Schüler Johann Wetzl (1767–1831) aus Tulln gemalt.
Die Orgel ist von Max Zachistal aus 1880 und wurde 1960 von Gregor Hradetzky erweitert.

## Bildergalerie

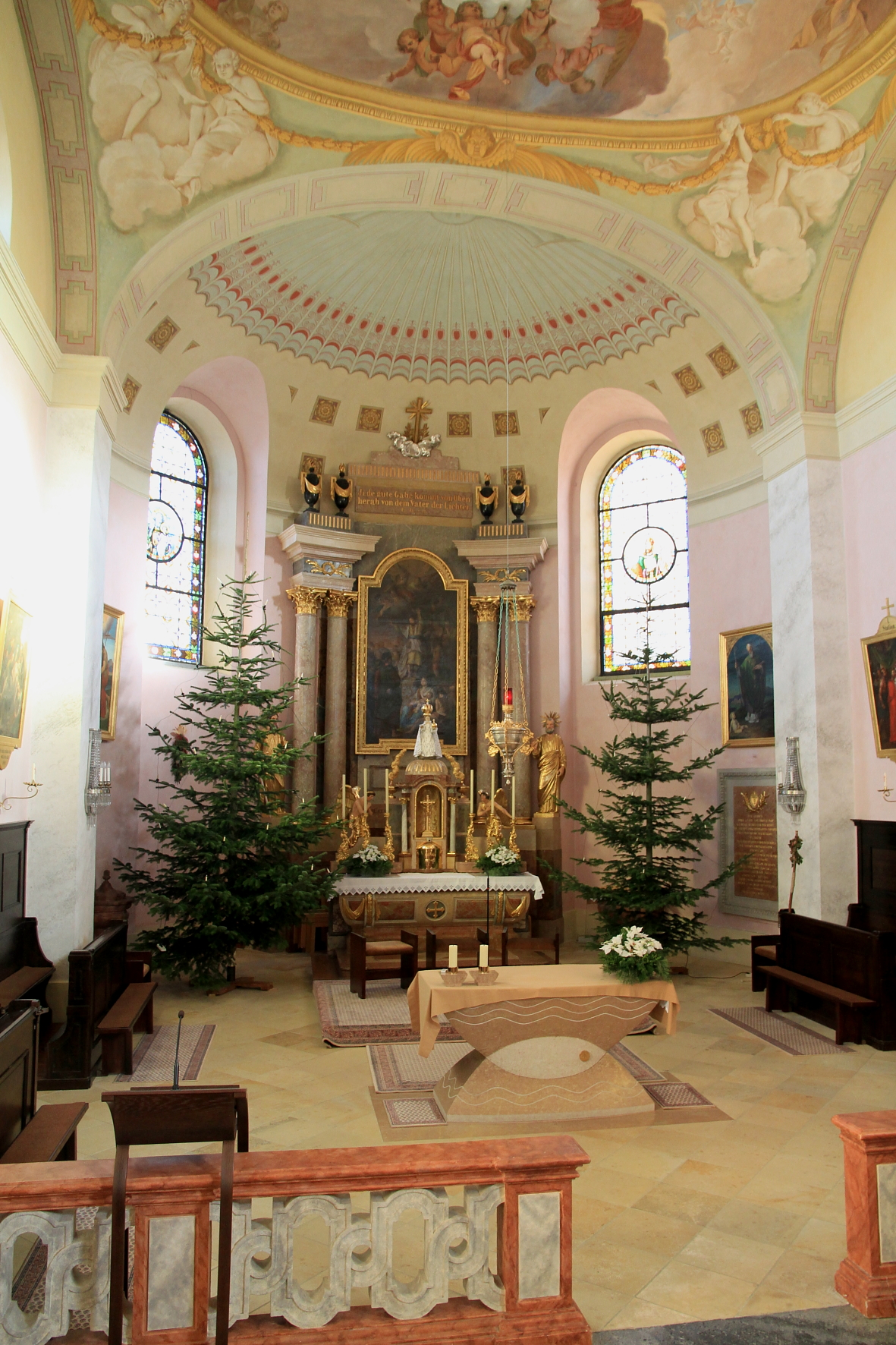
Innenansicht Richtung Chorraum
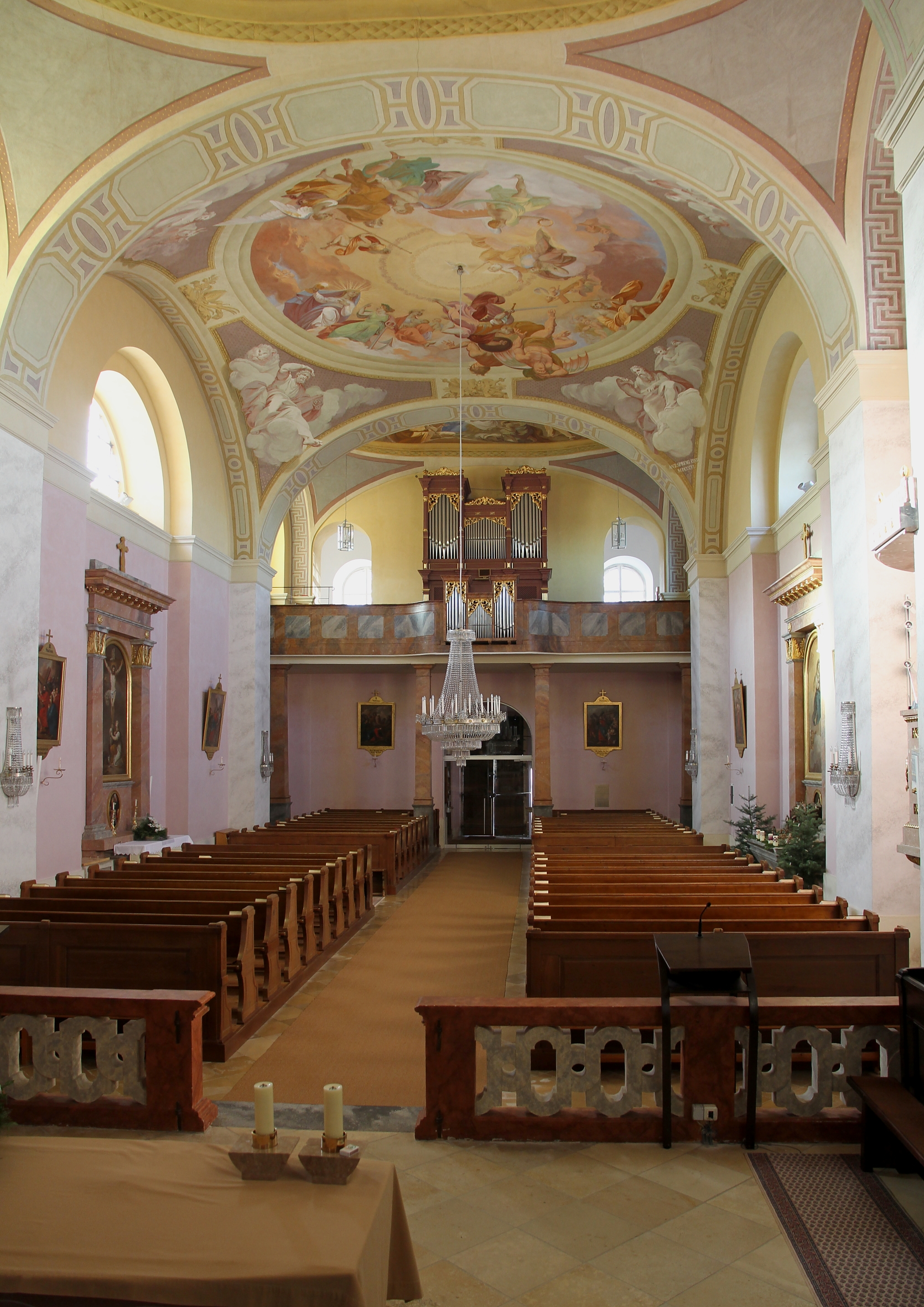
Innenansicht Richtung Orgelempore
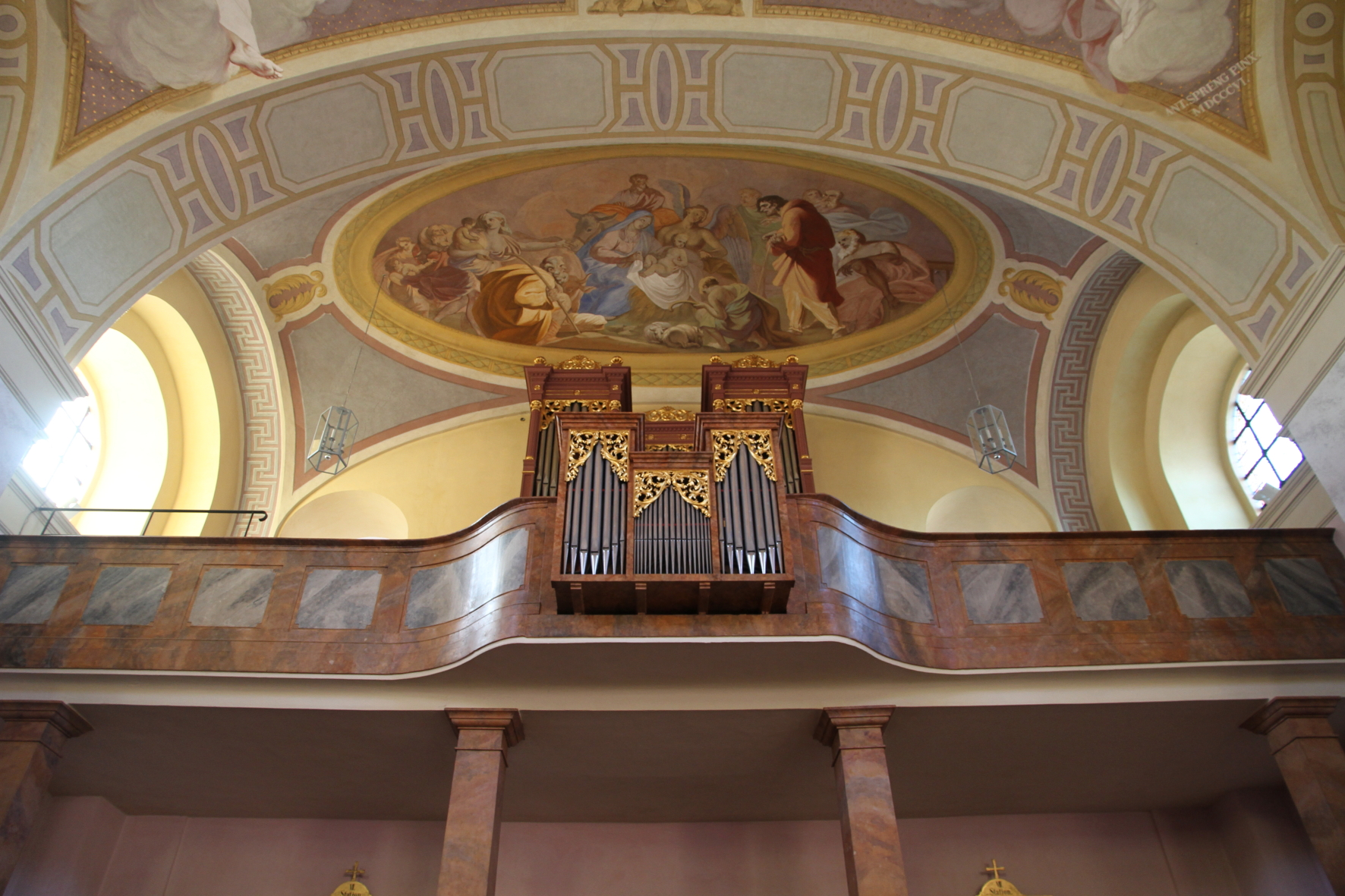
Orgel
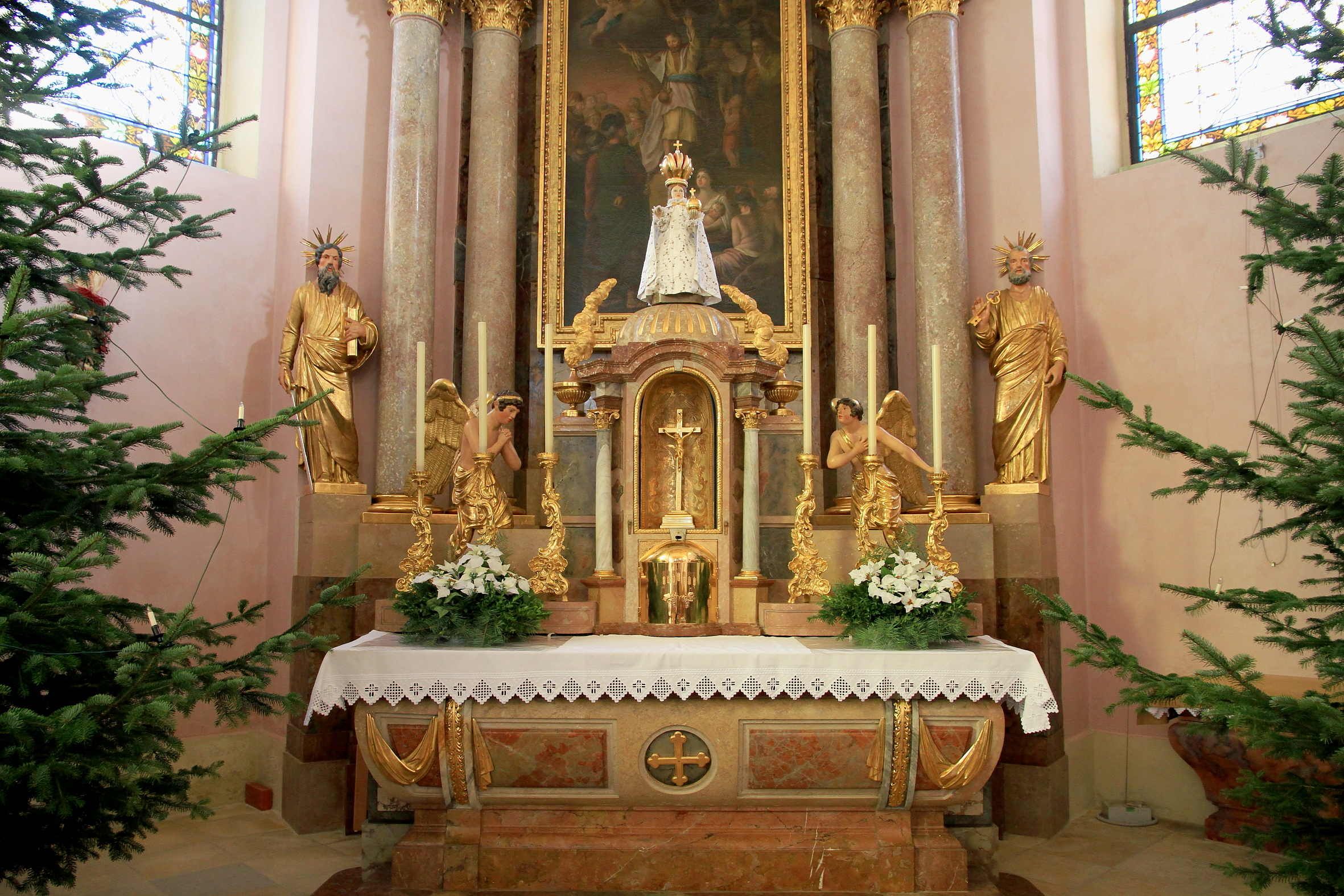
Tabernakel